# Rundāle
Rundāle è un comune della Lettonia appartenente alla regione storica della Livonia di 4.384 abitanti (dati 2009). La località è famosa per il palazzo di Rundāle.

## Località
Il comune è stato istituito nel 2009 ed è formato dalle seguenti località:
- Rundāle
- Svitene
- Viesturi

## Amministrazione

### Gemellaggi
- Uggiate-Trevano